# Bonte triller
De bonte triller (Lalage nigra) is een zangvogel uit de familie Campephagidae die voorkomt in Zuidoost-Azië.

## Kenmerken
De vogel is 18 cm lang (inclusief staart). Het mannetje is zwart van boven met een witte oogstreep en ook wit op de vleugel. De stuit en de bovenkant van de staart zijn grijs, buik en borst zijn wit. Het vrouwtje is minder uitgesproken wit en grijs, het verenkleed is meer grijsbruin, met bleek lichtbruin op de flanken en borst. Alleen van dichtbij is te zien dan er bij zowel mannetje als het vrouwtje een fijn streepjespatroon in grijstinten op de borst zit.

## Verspreiding en leefgebied
De bonte triller is een vrij algemene standvogel die voorkomt van Malakka tot de Filipijnen. De vogel leeft in half open bosgebieden, cultuurland, tuinen en mangrovebossen. Er zijn drie ondersoorten:
- L. n. davisoni: de Nicobaren.
- L. n. striga: Malakka, Sumatra, Banka, Billiton, Java en Bali.
- L. n. nigra: Borneo en de Filipijnen.

## Status
De grootte van de populatie is niet gekwantificeerd maar de soort wordt omschreven als schaars tot algemeen. Er is geen aanleiding te veronderstellen dat de soort bedreigd wordt in zijn voortbestaan, daarom staat de bonte triller als niet bedreigd op de Rode Lijst van de IUCN.